# Jake Gyllenhaal
Jacob Benjamin "Jake" Gyllenhaal, född 19 december 1980 i Los Angeles, Kalifornien, är en amerikansk skådespelare och producent.
Jake Gyllenhaal medverkade i en film första gången som 11-åring och sin första huvudroll fick han i filmen October Sky 1999, men det är indie-filmen Donnie Darko (2001) som klassas som Gyllenhaals genombrottsfilm. Donnie Darko är ett psykologiskt drama om en intelligent tonårspojke med schizofrena drag. Jake Gyllenhaals syster Maggie Gyllenhaal spelar hans rollfigur Donnies syster i filmen. I science fictionfilmen The Day After Tomorrow (2004) skildrade han en student som är fångad i en omvälvande period av global avkylning. I Jarhead (2005) spelar Gyllenhaal en frustrerad marinsoldat. Jake Gyllenhaal oscarsnominerades år 2006 i kategorin bästa manliga biroll, för sin tolkning av rollfiguren Jack Twist i succéfilmen Brokeback Mountain, ett romantiskt drama mellan två män som inleds i 1960-talets USA.
Gyllenhaal har svenskt påbrå och tillhör den svenska adelsätten Gyllenhaal.

## Biografi

### Familj
Jake Gyllenhaal och systern Maggie Gyllenhaal är barn till regissören Stephen Gyllenhaal och manusförfattaren Naomi Foner (född Achs). Familjen har på fädernet svenska rötter och tillhör ätten Gyllenhaal nr 814. Jake Gyllenhaals sista inhemskt svenska stamfader var hans farfars farfar Anders Leonard Gyllenhaal. Fadern uppfostrades i swedenborgianismen. Modern har judiska rötter, och föddes i en familj från Polen och Ryssland. Gyllenhaal har sagt att han anser sig vara "judisk mer än något annat". Hans Bar mitzvah firades på ett härbärge för hemlösa eftersom hans föräldrar ville ingjuta en känsla av tacksamhet för sin privilegierade livsstil.
Systern Maggie Gyllenhaal är gift med skådespelaren Peter Sarsgaard som också är Jake Gyllenhaals medspelare i filmerna Jarhead och Utlämnad. Skådespelaren Jamie Lee Curtis är Gyllenhaals gudmor och hans gudfäder är ett homosexuellt par. Jake Gyllenhaal är själv gudfar till Matilda Rose Ledger som är dotter till skådespelarkollegorna Heath Ledger (1979–2008) och Michelle Williams. Paret hade liksom Gyllenhaal huvudroller i Brokeback Mountain. Jake Gyllenhaals farbror Anders Gyllenhaal är chefredaktör för The Miami Herald.

### Karriär
Jake Gyllenhaal examinerades 1998 från Harvard-Westlake School i Los Angeles och fortsatte sedan vid Columbia University. Där studerade redan hans syster och modern hade tidigare tagit examen i Österns religion och filosofi vid samma lärosäte. Efter två år lämnade Gyllenhaal universitetet för att fokusera på skådespelarkarriären. Han har för avsikt att så småningom avsluta sina studier. Föräldrarna insisterade på att han skulle sommarjobba för att försörja sig själv. Han arbetade som livvakt på en strand och som diskplockare på en restaurang.

## Filmografi

### Tidig karriär
Som barn var Jake Gyllenhaal alltid nära filmindustrin eftersom föräldrarna, som arbetade med film, var mycket engagerade i sina jobb. Gyllenhaal filmdebuterade som 11-åring i rollen som Billy Crystals son i komedin City Slickers (1991). Året därpå erbjöds han en roll i filmen The Mighty Ducks men fick inte tillåtelse av sina föräldrar att vara hemifrån de två månader som behövdes för inspelningen. Under åren som kom tillät föräldrarna honom att provspela för olika roller men förbjöd honom oftast att ta rollerna om han blev utvald. Han fick medverka i sin pappas filmer, flera gånger. Han spelade i A Dangerous Woman (1993) tillsammans med sin syster Maggie, ett avsnitt av tv-serien Homicide: Life on the Street 1994 och senare, 1998, i filmen På farlig mark. Tillsammans med mamman var syskonen Gyllenhaal med i två avsnitt av ett italienskt matlagningsprogram, Molto Mio. Innan hans sista år i high school var den enda filmen som inte regisserades av hans far som han fick medverka i Josh and S.A.M., en mindre känd äventyrsfilm för barn.
Jake Gyllenhaals första huvudroll var i filmen October Sky som är Joe Johnstons filmatisering av Homer Hickams självbiografi Rocket Boys. Han skildrar där en ung man från West Virginia som kämpar för att få ett vetenskapsstipendium och därmed undkomma jobb i en kolgruva. Filmens intäkter uppgick till 32 miljoner dollar. Tidningen Sacramento News and Review kallade Gyllenhaals insats för ett "genombrottsframträdande".

### FrånDonnie Darkotill teaterscenen
Donnie Darko blev Jake Gyllenhaals andra stora film. Den blev ingen kassasucce på biograferna efter premiären 2001 men blev snart en kultfavorit Filmen regisserades av Richard Kelly, utspelas 1988 och leds av Gyllenhaal i rollen som en störd tonåring, som efter en nära-döden upplevelse får syner där en 1,8 meter lång kanin som heter Frank och som berättar att världen går mot sitt slut. Gyllenhaals prestation togs emot väl av kritikerna, en skrev att "Gyllenhaal lyckas med det svåra tricket att verka både blidigt vanlig och djupt störd, ofta i samma scen" (Gary Mairs, Culture Vulture).
Gyllenhaals nästa roll var som Pilot Kelston i filmen Highway (2002) där han spelade mot Jared Leto. En kritiker skrev att hans framträdande var "larvigt, klichéartat och direkt-till-video" (Dominic Willis, TalkTalk). Desto bättre gick det för Gyllenhaal när han spelade mot Jennifer Aniston i The Good Girl som hade premiär på Sundance Film Festival 2002. Samma år spelade han också mot Catherine Keener i Lovely & Amazing. I båda filmerna skildrar han en instabil rollfigur som inleder en vårdslös relation med en äldre kvinna. Gyllenhaal kallade senare dessa roller "tonåring i övergång".
Den romantiska komedin Bubble Boy baseras löst på en berättelse av David Vetter. Filmen skildrar den huvudkaraktärens äventyr när han jagar sitt livs kärlek innan hon gifter sig med fel man. En kritiker kallade filmen ett "tomskalligt, kaotiskt, helt smaklöst illdåd". Efter Bubble Boy spelade Gyllenhaal mot Dustin Hoffman, Susan Sarandon och Ellen Pompeo i Moonlight Mile. Hans roll var en ung man som hanterade sin fästmös bortgång, och hennes föräldrars sorg. Filmen fick blandade recensioner. Den bygger delvis på författaren och regissören Brad Silberlings egna erfarenheter, efter att hans flickvän mördats.
Det var nära att Gyllenhaal fick rollen som spindelmannen i Spider-Man 2 eftersom regissören Sam Raimi var bekymrad över rollinnehavaren Tobey Maguires hälsa då han hade en ryggskada. Dock återhämtade han sig och filmen spelades in utan Gyllenhaal. I stället fick Gyllenhaal huvudrollen i dundersuccénThe Day After Tomorrow (2004), med Dennis Quaid i rollen som hans far.
I sin teaterdebut på scenen, i London, spelade Jake Gyllenhaal huvudrollen i Kenneth Lonergans nyuppsättning av This is Our Youth. Gyllenhaal sade: "Alla skådespleare jag ser upp till har arbetat på teatern, så jag visste att jag måste försöka". Pjäsen, som varit en kritikersuccé på Broadway, spelades under åtta veckor i Londons West End. Gyllenhaal fick bra kritik och utmärkelsen Evening Standard Theatre Award (2002) i kategorin "Outstanding Newcomer."

### Brokeback Mountainoch framåt
2005 var ett produktivt år för Jake Gyllenhaal som medverkade i de kritikerrosade filmerna Proof, Jarhead och Brokeback Mountain. I Proof, med Gwyneth Paltrow och Anthony Hopkins, spelade Gyllenhaal en forskarstudent i matematik som försöker övertyga Paltrows rollfigur att publicera en revolutionerande matematisk lösning till ett problem som länge förbryllat många matematiker. I Jarhead spelar Gyllenhaal en våldsam marinsoldat under Kuwaitkriget. Han provspelade för rollen som Batman i Batman Begins och fick närapå rollen (som i stället gick till Christian Bale).
I Brokeback Mountain spelar Gyllenhaal och Heath Ledger två unga män som möts som fåraherdar och ger sig in i ett sexuellt äventyr som börjar sommaren 1963 och varar i 20 år. Filmen vann ett Guldlejon på Filmfestivalen i Venedig och fyra Golden Globe Awards, fyra BAFTAutmärkelser och tre Oscars. Gyllenhaal var nominerad till en Oscar i kategorin bästa manliga biroll. Han vann BAFTA:s pris i samma kategori och nominerades även till priser av Screen Actors Guild. Han och Ledger vann tillsammans MTV:s filmpris 2006 för "Bästa kyss." En kort tid efter Oscarsgalan 2006 (den 78:e) blev Gyllenhaal inbjuden att delta som medlem i Oscarsakademien, ett erkännande av hans skådespelarkarriär. Gyllenhaal sa att han hade blandade känslor om att regisseras av Ang Lee i Brokeback Mountain. Han kritiserade det sätt vilket Lee avskärmade sig från skådespelarna när inspelningen börjats, men hyllade hur han uppmuntrade skådespelare och hans känsliga förhållningssätt till filmen. Han lovordade också Lee för hans ödmjukhet och respekt för alla omkring honom.
År 2007 hade Gyllenhaal huvudrollen i David Finchers film Zodiac som baseras på en sann berättelse. Rollfiguren han spelade var Robert Graysmith, en tidningsillustratör och författare till två böcker om seriemördaren Zodiac. Han spelade mot Meryl Streep, Alan Arkin och Reese Witherspoon i filmen Utlämnad (2007), en Gavin Hood-regisserad politisk thriller om USA:s policy extraordinary rendition.. I filmen Brothers (2009) spelade Gyllenhaal mot Tobey Maguire; filmen regisserades av Jim Sheridan och är en nyinspelning av Susanne Biers danska film Bröder från 2004. Året därpå hade Jake Gyllenhaal huvudrollen i filmen Prince of Persia: The Sands of Time (2010) som baserades på videospelet med samma namn och producerades av Jerry Bruckheimer för Disney. Love and Other Drugs är en film där Gyllenhaal spelar en representant för ett läkemedelsbolag som möter en kvinna som lider av Parkinsons. Filmen hade premiär 2011 och Jake Gyllenhaal nominerades till en Golden Globe för bästa manliga huvudroll. Samma år hade Gyllenhaal huvudrollen i Source Code, en action-thriller om en man som vaknar upp i en annan mans kropp.
Under 2012 stod Gyllenhaal för första gången på scen på Broadway. Där spelade han huvudrollen i Nick Paynes pjäs If there is I haven't found it yet. Pjäsen är ett komiskt drama och regisseras av Michael Longhurst.

## Politik och PR
Jake Gyllenhaal är politiskt aktiv och har främjat olika politiska och sociala ändamål. Han deltog i det Demokratiska partiets kampanj i presidentvalet i USA 2004; han stödde då kandidaten John Kerry. Tillsammans med sin syster besökte han University of Southern California för att uppmuntra studenterna att rösta. Han har sagt: 
| ” | Jag blir frustrerad när skådespelare pratar politik; jag är politisk och jag gör ett val i mina filmer som jag tror är politiska. Jag försöker säga saker med vad jag gör. Rätt eller fel, unga skådespelare har mycket makt. ... Det är dåliga tider när skådespelare är politiker och politiker är skådespelare. | „ |

 Gyllenhaal har främjat miljöfrågor och även bistått American Civil Liberties Union i dess kampanjer.
Gyllenhaal utnämndes till en av Peoples "50 vackraste människor" 2006. Han var också listad i Peoples "Hetaste singlar 2006."

## Priser och nomineringar

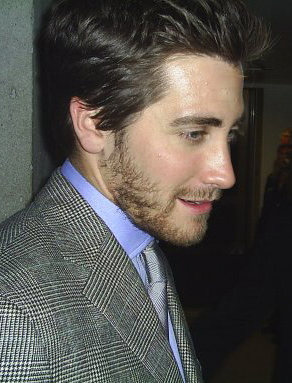
Jake Gyllenhaal på premiären av Proof, 2005

| År   | Utmärkelse                               | Kategori                                              | Resultat  | Roll                                |
| ---- | ---------------------------------------- | ----------------------------------------------------- | --------- | ----------------------------------- |
| 2002 | Young Hollywood Awards                   | Breakthrough Performance – Male                       | Vann      | Donnie Darko                        |
| 2002 | Independent Spirit Awards                | Bästa manliga huvudroll                               | Nominerad | Donnie Darko                        |
| 2003 | Chlotrudis Awards                        | Bästa skådespelare                                    | Vann      | Donnie Darko                        |
| 2003 | DVD Exclusive Awards                     | DVD Premiere Award – Best Actor                       | Nominerad | Highway                             |
| 2003 | Teen Choice Awards                       | Choice Movie Breakout Star – Male                     | Nominerad | The Good Girl                       |
| 2005 | National Board of Review                 | Bästa biroll                                          | Vann      | Brokeback Mountain                  |
| 2006 | MTV Movie Awards                         | Best Performance                                      | Vann      | Brokeback Mountain                  |
| 2006 | MTV Movie Awards                         | Bästa kyss                                            | Vann      | Brokeback Mountain                  |
| 2006 | Screen Actors Guild Awards               | Bästa manliga biroll                                  | Nominerad | Brokeback Mountain                  |
| 2006 | Screen Actors Guild Awards               | Outstanding Performance by a Cast in a Motion Picture | Nominerad | Brokeback Mountain                  |
| 2006 | Critics' Choice Award                    | Bästa biroll                                          | Nominerad | Brokeback Mountain                  |
| 2006 | BAFTA                                    | Bästa biroll                                          | Vann      | Brokeback Mountain                  |
| 2006 | Palm Springs International Film Festival | Achievement – Actor Award                             | Vann      | Brokeback Mountain                  |
| 2006 | Oscar                                    | Bästa manliga biroll                                  | Nominerad | Brokeback Mountain                  |
| 2006 | Satellite Awards                         | Best Supporting Actor – Motion Picture                | Nominerad | Brokeback Mountain                  |
| 2006 | Satellite Awards                         | Best Actor – Motion Picture Drama                     | Nominerad | Jarhead                             |
| 2006 | National Arts Awards                     | Young Artist Award for Artistic Excellence            | Vann      |                                     |
| 2008 | Teen Choice Awards                       | Choice Movie Actor – Drama                            | Nominerad | Utlämnad                            |
| 2010 | Teen Choice Awards                       | Choice Movie Actor – Fantasy                          | Nominerad | Prince of Persia: The Sands of Time |
| 2010 | Teen Choice Awards                       | Choice Movie Actor – Drama                            | Nominerad | Brothers                            |
| 2010 | Golden Globe                             | Bästa skådespelare i musikal eller komedi             | Nominerad | Love and Other Drugs                |